# Markus Källström
Markus Källström, född 8 september 1977 i Stockholm, är en svensk discgolfare. Källström bor i Gävle och tävlar för Brunna FDK.

## Meriter
VM
- 8:a 2009
- 5:a 2008
- Silver 2007
- Silver 2003

EM
- Brons 2007
- Guld 2005
- Brons 2003
- Brons 2001
- Silver 1999

SM
- Guld 2011
- Guld 2010
- Guld 2009
- Guld 2005
- Silver 2004
- Guld 2003
- Guld 2002

Rankad nummer 7 i världen 2009.
Rankad nummer 1 i Sverige 2003 och 2006.